# Neobidessus trilineatus
Neobidessus trilineatus is een keversoort uit de familie waterroofkevers (Dytiscidae). De wetenschappelijke naam van de soort is voor het eerst geldig gepubliceerd in 1925 door Zimmermann.